# Stefano Meloccaro
Stefano Meloccaro (Rieti, 7 maggio 1964) è un giornalista, personaggio televisivo e conduttore radiofonico italiano.

## Biografia
Dopo la maturità scientifica e il diploma ISEF, frequenta la Scuola Nazionale Maestri della Federazione Italiana Tennis e Padel. Consegue poi anche il diploma di Preparatore Atletico di tennisti. Le prime esperienze lavorative lo vedono insegnante, maestro di tennis e animatore nei villaggi turistici Valtur. In contemporanea arrivano le prime collaborazioni giornalistiche, fino all'approdo nel settore radiotelevisivo.

### Giornalismo e Sky Sport
Inizia la carriera giornalistica collaborando con il quotidiano Il Messaggero. Nei primi anni '90 esordisce come conduttore nella tv locale RTR Rieti. Nel 2000 approda sulla piattaforma satellitare Stream TV, a Canale Viaggi per condurre "Sport Travel", il suo primo programma su una rete nazionale. Inizia poi la collaborazione con Sport Stream occupandosi di calcio, tennis, atletica, football australiano e sport estremi. Esordisce come inviato e telecronista nel Torneo di Wimbledon. Si iscrive all'albo dei giornalisti professionisti.
In seguito alla fusione tra Stream TV e TELE+ DIGITALE avvenuta nel 2003, entra a far parte della redazione Sky come conduttore del TG sportivo Sport Time. Si occupa anche di news sport per Sky TG24. Dal 2008 è conduttore e inviato per Sky Sport 24. Conduce anche Studio Tennis, rubrica dedicata ai tornei di tennis Masters 1000, ATP World Tour Finals, e Wimbledon. Dal 2015 al 2024 ha condotto "Sunday Morning" su Sky Sport 24, talk-show domenicale in onda sul canale 200 di Sky. Dal 2017 è il volto di Insider, rubrica di approfondimento dietro le quinte dei grandi appuntamenti della stagione tennistica mondiale. Ha condotto in coppia con Melissa Satta, in diretta su Sky Sport, il Gala Dinner inaugurale delle ATP Finals 2022, ripetendo l'esperienza anche nelle successive ATP Finals 2023 stavolta da solo. Dal 2024 è alla guida di Sky Tennis Club, il primo talk-show dedicato al tennis in onda sui canali Sky.

### Edicola Fiore
A fianco di Fiorello ha condotto Edicola Fiore, dapprima nelle varie sperimentazioni del programma sul web, poi nella sua definitiva versione tv, in onda su SkyUno e TV8 nel 2015 e 2016.

### Altre partecipazioni televisive
Nel 2017 è concorrente della prima edizione di Celebrity MasterChef Italia, trasmesso su SkyUno. Nel 2018 è ospite di Massimo Giletti in alcune puntate de L'Arena su RaiUno. Ha cantato con Lodovica Comello in Singing in the Car su SkyUno. È stato ospite di Guess My Age con Max Giusti su TV8. Ha sfidato Roberta Vinci ai fornelli di Celebrity Chef, nella cucina di Alessandro Borghese. Dal 2023 è ospite occasionale di Giovanni Floris a DiMartedì su La7.

### Radio
Inizia la sua carriera radiofonica su M2o in occasione del Campionato mondiale di calcio 2014. Insieme a Sabrina Ganzer è ai microfoni di Bom Dia, magazine sportivo settimanale del sabato. Dal lunedì al venerdì mattina alle 10, è in onda il suo notiziario sportivo quotidiano Sport News. Dal settembre 2020 conduce su Radio Capital Il Mezzogiornale, in coppia con Benny. Il programma è in onda nella fascia oraria 12-14.

### Libri e riviste
Nel 2006 pubblica il suo primo libro, per Limina Edizioni, Braccio d'oro, biografia del tennista italiano Paolo Bertolucci. Nel 2016 esce Studio Tennis (Absolutely Free Editore), raccolta di articoli scritti per la rivista Tennis Match tra il 2010 e il 2016. Nel settembre 2021 esce per Sperling e Kupfer Colpi di genio. I segreti dei giocatori che hanno cambiato il tennis per sempre. Sulla rivista Il Tennis Italiano pubblica una rubrica fissa intitolata: “Game set and Mel”.

### Università
Dal 2015 è stato docente a contratto di Comunicazione dello Sport presso la Link Campus University di Roma, nell'ambito del corso di Laurea in Economia dello Sport. Dal 2020 ha tenuto docenze presso la LUISS di Roma nel corso di Team Manager Sportivo, a tema: comunicazione nel mondo dello sport.

### Sport praticati
È campione italiano Giochi della Gioventù 1979 di basket con il Liceo Scientifico Carlo Jucci di Rieti, ed è anche nella rosa della Sebastiani Rieti campione italiana allievi 1979. Nel tennis gioca la Serie B a squadre 1990 col TC La Foresta Rieti. Ha disputato i Campionati Mondiali Senior ITF di Antalya (Turchia) nel 2008. Nel luglio 2017 partecipa al torneo ATP Challenger di Cortina, ricevendo una wild card per il tabellone di doppio. In coppia con Alessandro Giannessi viene sconfitto al primo turno da Marco Bortolotti e Andrea Vavassori, con il punteggio di 0-6 1-6. 
Ha raccontato i momenti di questa esperienza in una serie di reportage girati con lo smartphone e pubblicati sul sito web di SkySport.

## Pubblicazioni
- Braccio d'oro. Il meraviglioso rovescio di Paolo Bertolucci, Lìmina, 2006
- Studio Tennis. Storie, campioni e racchettate, dall'edicola alla libreria passando per la televisione, Absolutely Free Editore 2016
- Colpi di Genio. I segreti dei giocatori che hanno cambiato il tennis per sempre, Sperling e Kupfer 2021